# Puente de Akinada
El Puente de Akinada (安芸灘大橋 Akinada Ō-hashi?) es un puente colgante situado en Hiroshima, Japón, cuya construcción se completó en 2000. Su vano principal tiene una longitud de 750 metros. La obra corrió a cargo de PentaOcean Construction.